# Frank Greer
Frank Bartholomew Greer est un rameur américain né le 26 février 1879 à East Boston et mort le 7 mai 1943 à Winthrop.

## Biographie
Frank Greer a participé à l'épreuve de skiff aux Jeux olympiques d'été de 1904 à Saint-Louis. Il a remporté la finale devant les Américains James Juvenal et Constance Titus.